# عضلة أذنية أمامية
العَضَلَةُ الأُذُنِيَّةُ الأَمامِيَّة هي أصغر عضلة من العضلات الأذنية، وهي رقيقة ومروحية الشكل وأليافها شاحبة وغير واضحة. تنشأ العضلة من الجانب الوحشي لسفاق الفروة وتتلاقى أليافها لتنغرز في نتوء حلز الأذن.

## صور إضافية

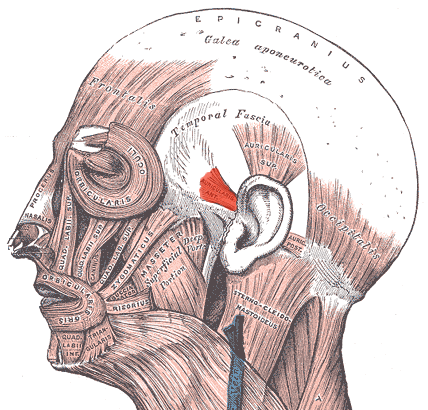
العضلة الأذنية الأمامية.